# 江原万里
江原 万里（江原 萬里 えばら ばんり、1890年(明治23年)8月14日 - 1933年(昭和8年)8月7日）は、東京帝国大学教授、新渡戸稲造及び内村鑑三の門下生で無教会伝道者であった。
岡山県北部の津山に生まれる。父は津山藩士、母方の祖父は赤穂藩士であった。
第一高等学校に在学中、無教会派の伝道者でもあった内村鑑三の講義を聞き、キリスト教に入信する。東京帝国大学政治学科に在学中に、内村鑑三の弟子らによる集まりである柏会に参加する。帝大卒業後1915年(大正4年)に、住友総本店に入社する。1918年(大正7年)に、柏会での友人黒崎幸吉（聖書学者）の妹・黒崎祝と結婚する。
1921年(大正10年)に住友を退職して、東京帝国大学経済学部教授になる。同僚の著名な友人に南原繁がいる。
1927年(昭和2年)結核のために東京帝国大学を休職し、個人月刊誌『思想と生活』(『聖書之真理』)を創刊する。1929年に病治らず東京帝国大学を退官するが、月刊誌や聖書講義を通じ、キリスト教の伝道を行う。
1933年4月、同僚だった東京帝国大学教授で矢内原忠雄（同じく無教会派の伝道者）の支援で、鎌倉でキリスト教講話会「鎌倉講演」を開き、祖国が国家的立場を超えた正義で根底とすべきことを訴える。4カ月後の夏に病の悪化により死去する。翌34年に遺稿『罪と其救ひ』が刊行。
江原の説くキリスト教信仰は、武士道を尊び武士的精神を鼓吹する異色のものであった。また、師内村鑑三のように、イエス・キリストと日本を「己の生命の如く」愛するものであった。

## 刊行著作
- 『聖書的現代経済観』（独立堂書房、1931年）
- 『宗教と国家　エレミヤ記の研究』（岩波書店、1932年）
- 『罪と其救ひ』（岩波書店、1934年）
- 『鎌倉講演』（三一書店、1953年）
- 『江原萬里全集』（全3巻、岩波書店、1969-70年）、南原繁・矢内原伊作編
  - 「1 宗教と国家 ほか」「2 思想と生活」「3 聖書之真理」
- 『地を嗣ぐ者は誰ぞ　宗教と国家』（「無教会文庫10」キリスト教図書出版社、1984年）
- 『江原萬里・祝　遺稿と回想』（新教出版社、1994年）、高木謙次・福島穆編